# Războaiele Ruso-Lituaniene
Războaiele Ruso–Lituaniene au fost un șir de conflicte armate între Marele Ducat al Lituaniei, aliat cu Regatul Poloniei, și Marele Cnezat al Moscovei. După mai multe înfrângeri în fața lui Ivan al III-lea și Vasile al III-lea, lituanienii s-au bazat din ce în ce mai mult pe ajutorul polonez, factor ce a contribuit la crearea Uniunii Polono-Lituaniene. Înaintea primei reprize de războaie din secolul al XV-lea, Marele Ducat al Lituaniei cucerise multe teritorii rutenești, de la Kiev la Mojaisk, în urma prăbușirii statului acestora după invaziile mongole. De-a lungul șirului de războaie, mai ales în secolul al XVI-lea, muscalii au reușit să-și extindă domeniul către vest, cucerind și ei unele din teritoriile care în trecut făcuseră parte din Rutenia Kieveană.

## Context istoric

### Secolul al XIV-lea: expansiunea Lituaniei

Expansiunea statului lituanian între secolele al XIII-lea-al XV-lea

Țaratul moscovit și Lituania fuseseră implicate într-o serie de conflicte de la domnia lui Gediminas, care a înfrânt o coaliție de voievozi ruteni în bătălia de pe râul Irpen⁠(en)[traduceți] și a cucerit Kievul, fosta capitală a Ruteniei Kievene. Până la jumătatea secolului al XIV-lea, Lituania s-a extins absorbind Cernigăul și Severia. Algirdas, urmașul lui Gediminas, a făcut o alianță cu Marele Cnezat al Tverului și a efectuat trei expediții împotriva Moscovei, încercând să profite de tinerețea marelui cneaz al Moscovei, Dmitri Ivanovici, care a reușit totuși să respingă aceste atacuri.
Primele intruziuni ale trupelor lituaniene în cnezatul moscovit au avut loc în 1363. În 1368, Algirdas a efectuat prima expediție majoră împotriva Moscovei. După ce a devastat zona de frontieră, liderul lituanian a izgonit oastea cneazului Starodoubului, Simeon Dmitrievici Krapiva și cneazului Obolenskului Konstantin Iurevici. La 21 noiembrie, Algirdas a pus pe fugă străjerii muscali de pe râul Trosna. Algirdas nu a reușit însă să cucerească Kremlinul de la Moscova. Oastea lui Algirdas a pârjolit împrejurimile cetății și a capturat o parte importantă a populației moscovite. În 1370, Algirdas a lansat o nouă campanie împotriva Moscovei. El a devastat zona din preajma Volok Lamskiului. La 6 decembrie, el a asediat Moscova și a început să devasteze zona din jur. După ce a primit veste că cneazul Vladimir Andreevici sosește în ajutorul Moscovei, Algirdas s-a întors în Lituania. În 1372 Algirdas a atacat din noul cnezatul moscovit și a ajuns până la Liubuțk⁠(en)[traduceți]. Marele cneaz al Moscovei, Dmitry Ivanovich, i-a gonit însă pe soldații lui Algirdas și s-a convenit asupra unui armistițiu. În 1375, Algirdas a mai devastat și cnezatul Smolenskului.
Unele elemente moscovite doreau să dobândească control asupra tuturor teritoriilor ce făcuseră anterior parte din Rutenia Kieveană, dintre care multe acum fuseseră cucerite de Marele Ducat al Lituaniei (inclusiv teritoriile actuale ale Belarusului și Ucrainei). Mai mult, Moscova dorea să-și extindă accesul la Marea Baltică, o rută comercială⁠(en)[traduceți] din ce în ce mai importantă. Astfel, conflictul dintre Lituania și Moscova era abia la început.

### Secolul al XV-lea: întărirea Moscovei
Conflictele s-au reluat în timpul domniei fiului lui Dmitri, Vasile I, care a fost căsătorit cu Sophia⁠(en)[traduceți], unica fiică a marelui duce Vytautas⁠(en)[traduceți] al Lituaniei. În 1394, Vytautas a devastat Marele Cnezat al Reazanului, arzând multe sate. În 1402, a intrat în conflict cu ginerele său pentru controlul asupra cnezatului Smolenskului. După ce Vytautas i-a cucerit capitala, cneazul Iuri al Smolenskului⁠(en)[traduceți] a fugit la curtea lui Vasile și a încercat să obțină ajutorul acestuia pentru recucerirea Smolenskului. Vasile a ezitat până când Vytautas a înaintat spre Pskov. Alarmat de expansiunea persistentă a Lituaniei, Vasile a trimis oaste pentru a-i ajuta pe pskoveni împotriva socrului său. Armatele rusă și lituaniană s-au întâlnit lângă râul Ugra⁠(en)[traduceți] dar niciunul din comandanți nu s-a aventurat să ordone un atac. S-a ajuns din nou la pace, iar Vytautas a păstrat Smolenskul.

## Primul război, cel de graniță (1492–1494)
Ivan al III-lea se considera moștenitor al Imperiului Bizantin decăzut și apărător al Bisericii Ortodoxe. El s-a proclamat și suveran al toată Rutenia și a revendicat drepturi asupra fostelor teritorii ale Ruteniei Kievene. Aceste ambiții au fost susținute de constanta creștere a puterii și a teritoriului Cnezatului Moscovei. Dominația mongolă asupra cnezatelor rusești a luat sfârșit după marea confruntare de pe râul Ugra⁠(en)[traduceți] cu hanul Ahmat⁠(en)[traduceți] al Hoardei de Aur în 1480. Moscova și-a extins influența asupra cnezatului Reazanului⁠(en)[traduceți] în 1456, a anexat Republica Novgorodului în 1477 și cnezatul Tverului⁠(en)[traduceți] în 1483. Alte obiective expansioniste ale lui Ivan al III-lea se ciocneau cu interesele lituanienilor.
În perioada 1486–1487, teritoriile aflate de-a lungul vag definitei granițe între Lituania și Moscova în zona cursului superior al râului Oka erau atacate de moscoviți, aliați cu Meñli I Giray, han al Crimeei. Tensiunile au continuat să crească. În august 1492, fără a declara război, Ivan al III-lea a demarat ample acțiuni militare: a capturat și a ars Mțensk⁠(en)[traduceți], Liubutsk⁠(en)[traduceți], Serpeisk⁠(en)[traduceți] și Meșciovsk⁠(en)[traduceți], a prădat Mosalskul⁠(en)[traduceți], a atacat teritoriile cnejilor din Veazma. Nobilii ortodocși au început să treacă de partea Moscovei, care promitea protecție mai bună față de raidurile militare și oprirea discriminărilor religioase practicate de lituanienii catolici. Ivan al III-lea a declarat oficial război în 1493, dar conflictul s-a terminat repede. Marele Duce al Lituaniei Alexandru Jagiellon a trimis la Moscova o solie să negocieze pacea. S-a încheiat o pace „veșnică” la 5 februarie 1494. Acordul marca primele pierderi teritoriale ale Lituaniei în fața Moscovei: principatul Veazmei și o regiune importantă pe cursul superior al râului Oka. Zona pierdută a fost estimată la 87.000 km2. Cu o zi înaintea confirmării oficiale a tratatului, Alexandru Jagiellon s-a logodit cu Elena⁠(en)[traduceți], fiica lui Ivan al III-lea (logodna s-a celebrat prin delegat, mirele fiind reprezentat de Stanislovas Kęsgaila⁠(en)[traduceți], Alexandru fiind în Polonia).

## Al doilea război (1500–1503)

Campaniile militare din 1500

Ostilitățile s-au reluat în mai 1500, când Ivan al III-lea a profitat de o campanie polono-maghiară împotriva Imperiului Otoman. Preocupate cu luptele cu turcii, Polonia și Ungaria nu puteau ajuta Lituania. Pretextul a fost presupus intoleranță față de ortodocși la curtea Lituaniană. Elenei i s-a interzis de către tatăl ei Ivan al III-lea să se convertească la catolicism, ceea ce i-a dat lui Ivan multe ocazii, ca „apărător al tutuor ortodocșilor”, să se amestece în chestiunile interne ale Lituaniei și să-i agite pe ortodocșii din Marele Ducat.
Moscoviții au înaintat rapid peste forțele lituaniene la Breansk, Veazma, Dorogobuj⁠(en)[traduceți], Toropeț, Putîvl. Nobilii locali, dintre care familia Vorotînski⁠(en)[traduceți], s-au raliat adesea cauzei moscovite. Un alt atac a venit dinspre sud-est în voievodatul Kievului⁠(en)[traduceți], Volînia și Podolia. La 14 iulie 1500, lituanienii au suferit o grea înfrângere în bătălia de pe râul Vedroșa⁠(en)[traduceți]; marele hatman⁠(en)[traduceți] Konstanty Ostrogski⁠(en)[traduceți] a căzut prizonier. Înfrângerea a fost unul din motivele pentru care s-a propus Uniunea de la Mielnik⁠(en)[traduceți] între Polonia și Lituania. În noiembrie 1501, lituanienii au fost din nou înfrânți în bătălia de la Mstislavl⁠(en)[traduceți]. Tătarii crimeeni au distrus Hoarda de Aur, aliat al Lituaniei, cucerind capitala, Noul Sarai, în 1502.
În iunie 1501, Ioan I Albert, regele Poloniei, a murit lăsându-l pe fratele său Alexandru Jagiellon, mare duce al Lituaniei, cel mai puternic candidat la tronul Poloniei. Alexandru a devenit preocupat mai mult de succesiune. Pentru a contra acuzațiile ce veneau pe linie religioasă, Alexandru a încercat să stabilească o uniune bisericească⁠(en)[traduceți] între catolici și ortodocși, după cum fusese imaginată la conciliul de la Florența – ortodocșii păstrându-și tradițiile, dar acceptându-l pe papă drept suveran spiritual. Mitropolitul Kievului⁠(en)[traduceți] a acceptat un astfel de aranjament, dar Elena a protestat. Nobilii poloni, între care episcopul Erazm Ciołek⁠(en)[traduceți] și cardinalul Fryderyk Jagiellończyk⁠(en)[traduceți], au discutat posibilitatea unui divorț regal.
Războiul a continuat între timp, doar că nu atât de bine pentru Moscova. Oștile lituaniene au sosit în regiune, și i-au încetinit pe moscoviți. Ordinul Livonian, condus de Wolter von Plettenberg, s-a alăturat și el războiului ca aliat al Lituaniei. Trupele livone au câștigat bătălia de pe râul Siritsa⁠(en)[traduceți] în august 1501, au asediat Pskovul, și au câștigat bătălia de pe lacul Smolino în septembrie 1502. În 1502, Ivan al III-lea a organizat o campanie de cucerire a Smolenskului, dar orașul a rezistat asediului întrucât moscoviții au ales o strategie slabă și nu aveau suficientă artilerie. Negocierile de pace au început pe la jumătatea lui 1502. Alexandru i-a cerut lui Ladislau al II-lea al Boemiei și Ungariei să acționeze ca mediator și s-a convenit un armistițiu pe șase ani în ziua de Buna Vestire (25 martie) în 1503. Marele Ducat al Lituaniei a pierdut circa 210.000 de kilometri pătrați, adică o treime din teritoriu: Cernigău, Novhorod-Siverski, Starodub⁠(en)[traduceți], teritorii din jurul cursului superior al râului Oka. Istoricul rus Matvei Kuzmici Liubavskii estima pierderile Lituaniei la 70 de voloste, 22 de orașe și 13 sate. Lituanienii au recunoscut și și titlul lui Ivan de suveran al tuturor rusilor.

## Al treilea război (1507–1508)
| An   | Suprafață (aproximativ)     | Explicație                                                                                         |
| ---- | --------------------------- | -------------------------------------------------------------------------------------------------- |
| 1429 | 930.000 km2 (360,000 sq mi) | Cea mai mare întindere                                                                             |
| 1430 | Pierdut 21.000 km2          | A pierdut Podolia de vest în favoarea Poloniei în timpul Războiului Civil Lituanian⁠(en)[traduceți] |
| 1485 | Pierdut 88.000 km2          | A pierdut Edisanul în favoarea Hanatului Crimeei                                                   |
| 1494 | Pierdut 87.000 km2          | Primul război cu Moscova                                                                           |
| 1503 | Pierdut 210.000 km2         | Al doilea Război cu Moscova                                                                        |
| 1522 | Pierdut 56.000 km2          | Al patrulea război cu Rusia; inclusiv Smolensk                                                     |
| 1537 | Câștigat 20.000 km2         | Al cincilea război cu Rusia                                                                        |
| 1561 | Câștigat 85.000 km2         | A câștigat Ducatul Livoniei⁠(en)[traduceți] prin tratatul de la Vilnius (1561)⁠(en)[traduceți]       |
| 1569 | Pierdut 170.000 km2         | A cedat Poloniei teritoriile ucrainene prin Unirea de la Lublin                                    |
| 1582 | Pierdut 40.000 km2          | Războiul Livonian                                                                                  |
| 1583 | 365.000 km2                 | Teritoriul după Războiul Livonian                                                                  |

În 1506, Alexandru a murit. Vasile al III-lea, care i-a urmat la tron tatălui său Ivan al III-lea în 1505, și-a depus candidatura pentru tronul Poloniei, dar nobilii polonezi l-au ales pe Sigismund I cel Bătrân, care a fost încoronat atât ca rege al Poloniei cât și ca mare duce al Lituaniei. În 1507, Sigismund I a trimis soli la Moscova, cerând retrocedarea tuturor teritoriilor cedate prin armistițiul din 1503. În același timp, hanul Meñli I Giray a rupt alianța cu Moscova din cauza campaniei sale împotriva Kazanului. Sigismund I a primit un iarlâc⁠(en)[traduceți] pentru teritoriile moscovite Novgorod, Pskov, Reazan.
Războiul s-a combinat cu o revoltă a lui Mihail Glinski⁠(en)[traduceți], mareșalul curții Lituaniei⁠(en)[traduceți], un favorit al lui Alexandru Jagiellon, personaj foarte oportunist. În 1506, lui Alexandru i-a urmat pe tron Sigismund I cel Bătrân, care nu i-a arătat aceleași favoruri lui Glinski. Jan Jurjewicz Zabrzeziński⁠(en)[traduceți], voievodul Trakaiului⁠(en)[traduceți], vechi adversar politic al lui Glinski, l-a acuzat pe acesta de trădare – a susținut că Glinski îl otrăvise pe marele duce Alexandru și că avea ambiții de a deveni rege. Glinski a organizat apoi o răscoală, l-a omorât pe Zabrzeziński în februarie 1508, și s-a proclamat apărător al ortodoxiei (deși el era catolic de origine mongolă). Adepții săi au atacat castelul Kaunas⁠(en)[traduceți] într-o încercare de a-l elibera pe prizonierul Ahmad, han al Marii Hoarde. Glinski și-a stabilit cartierul general la Turaŭ și l-a contactat pe Vasile al III-lea. Glinski a început să se retragă spre Moscova și a încercat să captureze Minsk, Sluțk⁠(en)[traduceți], Msțislav⁠(en)[traduceți], Kricev⁠(en)[traduceți]. A reușit doar să ia Mazyrul⁠(en)[traduceți] când ruda sa i-a deschis porțile. Lângă Orša, el și-a unit forțele cu oastea moscovită, dar a fost învins de Konstanty Ostrogski⁠(en)[traduceți], marele hatman al Lituaniei⁠(en)[traduceți]. Acest șir de înfrângeri a demonstrat că, în ciuda faptului că susținea că apără drepturile ortodocșilor, răscoala nu avea susținerea generală a populației și nu s-a răspândit. Războiul a luat în cele din urmă sfârșit cu un nou „veșnic tratat de pace” semnat la 8 octombrie 1508, prin care se mențineau acordurile teritoriale din 1503.

## Al patrulea război (1512–1522)

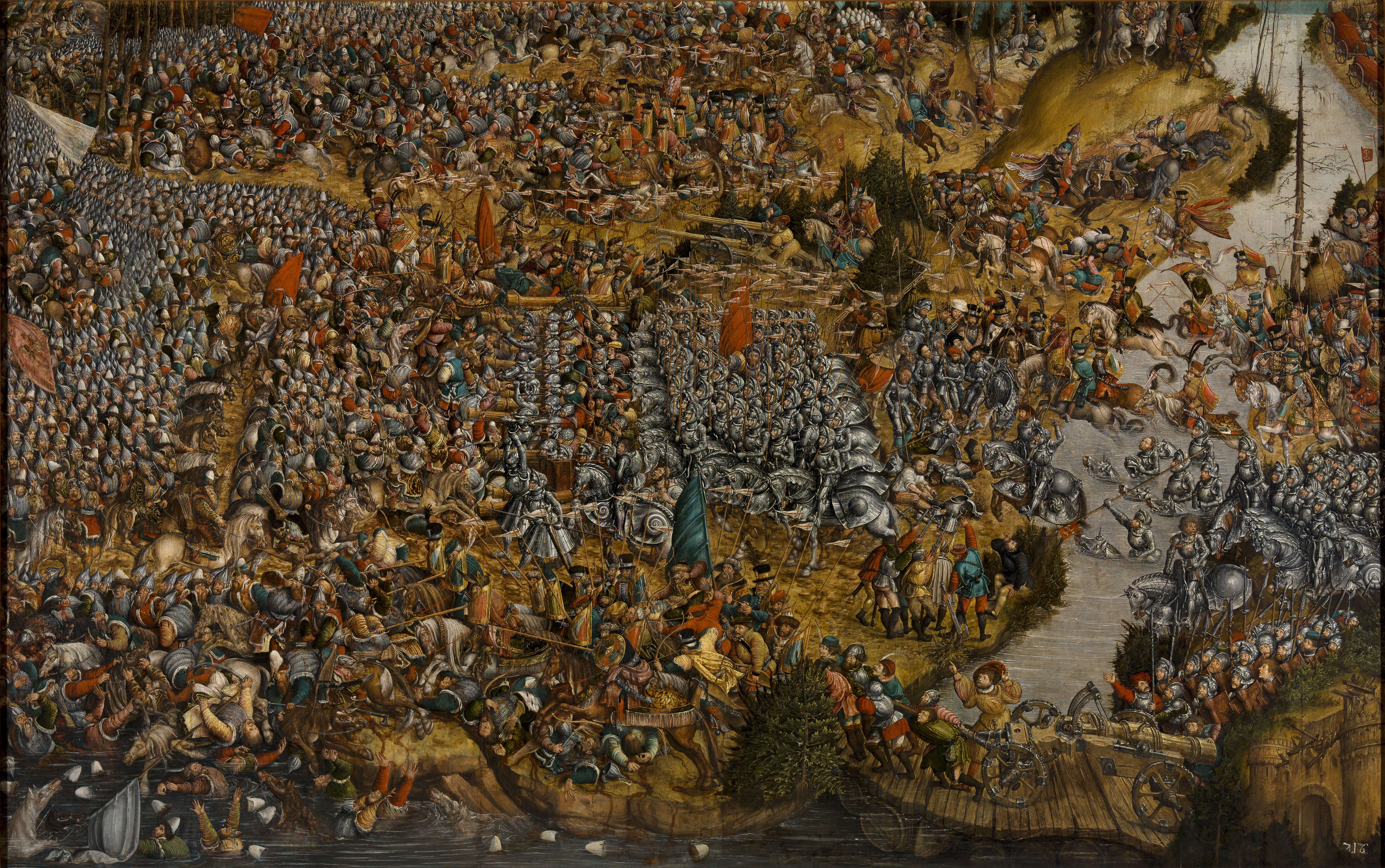
Bătălia de la Orša din 1514

În pofida tratatului de pace, relațiile între cele două țări rămăseseră tensionate. Sigismund I a cerut extrădarea lui Mihail Glinski, iar Vasile al III-lea a cerut tratament mai bun pentru sora sa Elena, rămasă văduvă. Vasile a descoperit și că Sigismund îl plătea pe hanul Meñli I Giray să atace Marele Cnezat al Moscovei.  În același timp, Albert al Prusiei a devenit mare maestru⁠(en)[traduceți] al Cavalerilor Teutoni și nu era dispus să accepte suzeranitatea Poloniei așa cum obliga al doilea tratat de pace de la Thorn (1466)⁠(en)[traduceți]. Tensiunile s-au soldat în cele din urmă cu Războiul Polono-Teuton (1519–1521)⁠(en)[traduceți] și a dus la alierea lui Maximilian I, sfânt împărat roman cu Vasile al III-lea.
În decembrie 1512, moscoviții au invadat Marele Ducat al Lituaniei cu scopul de a captura Smolenskul, un târg important. Primele lor asedii din 1513, de șase, respectiv patru săptămâni, au eșuat dar orașul a căzut în iulie 1514⁠(en)[traduceți]. Cneazul Vasile Nemoi Șuiski⁠(en)[traduceți] a fost lăsat ca viceregent în Smolensk. Glinski s-a înfuriat și a amenințat că va trece înapoi de partea lui Sigismund I, dar a fost închis de ruși.
În acest moment, Rusia a început să sufere un șir de înfrângeri. Mai întâi, în 1512, marele hatman al Lituaniei⁠(en)[traduceți], Konstanty Ostrogski⁠(en)[traduceți], a prădat Severia și a învins o forță rusească de 6000 de oșteni; apoi au fost învinși în Bătălia de la Orșa (la 8 septembrie). În ciuda victoriei, armata polono-lituaniană nu a putut manevra suficient de rapid pentru a recuceri Smolenskul. În 1518, forțele rusești au fost învinse în asediul Polockului⁠(en)[traduceți], când, conform legendei, forțele lituaniene au fost inspirate de sfântul lor protector, Cazimir.  Rușii au invadat Lituania din nou în 1519 prădând Orša, Moghilău, Minsk, Vitebsk și Polock.
Până în 1521, Sigismund îl învinsese pe marele maestru și se aliase cu hoardele tătărești din Crimeea și de la Kazan împotriva Moscovei. În 1521, hanul crimeean Mehmed I Giray⁠(en)[traduceți] a condus un atac devastatori asupra cnezatului moscovit, soldat cu un angajament din partea cneazului de a plăti tribut.  Trupele lituaniene conduse de Dașkovici au participat la acest atac și au încercat să cucerească Reazanul.
În 1522, s-a semnat un tratat care cerea armistițiu de cinci ani fără schimb de prizonieri, și ca Rusia să păstreze Smolenskul. Armistițiul a fost apoi extins până în 1534.

## Al cincilea război, al Starodubului (1534–1537)

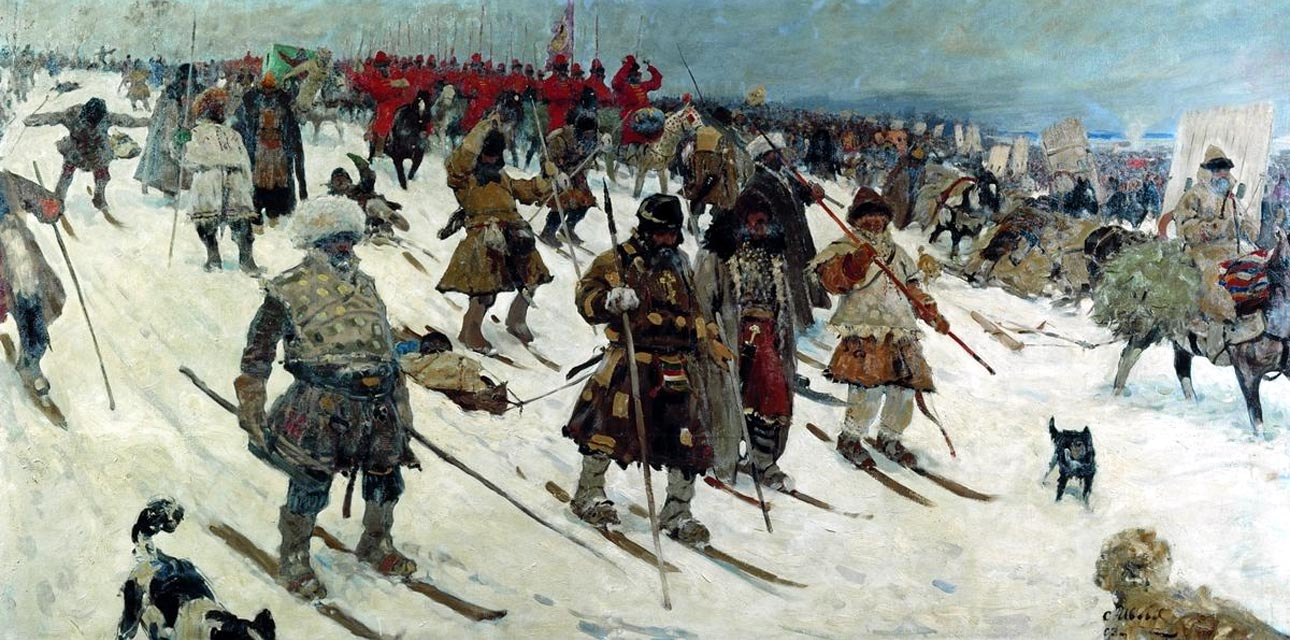
Campania moscovită împotriva lituanienilor de en (1903)

După moartea lui Vasile în 1533, fiul și moștenitorul său, Ivan al IV-lea, avea doar trei ani. Mama sa, Elena Glinskaia⁠(en)[traduceți], a acționat ca regent și s-a angajat în lupte pentru putere cu alte rude și cu boierii. Monarhul polono-lituanian a hotărât să profite de ocazie și a cerut retrocedarea teritoriilor ocupate de Vasile al III-lea. În vara lui 1534, marele hatman Jerzy Radziwiłł⁠(en)[traduceți] și tătarii au jefuit zona Cernigău, Novgorod Seversk, Radogoșci, Starodub și Breansk. În octombrie 1534, o oaste moscovită sub comanda cnejilor Ovcina-Telepnev-Obolenski, Nikita Obolenski și Vasily Șuiski⁠(en)[traduceți] a invadat Lituania, înaintând până la Vilnius și Navahrudak⁠(en)[traduceți] și construind o întăritură pe lacul Sebej⁠(en)[traduceți] în anul următor, înainte de a fi opriți.  Oastea lituaniană condusă de hatmanul Radziwill, de Andrei Nemirovici, de hatmanul polon Jan Tarnowski⁠(en)[traduceți], și de Semen Belsky a lansat un puternic contraatac și a cucerit Homel și Starodub.
În 1536, cetatea Sebej⁠(en)[traduceți] a învins forțele lituaniene ale lui Nemirovici care încercau să o asedieze, și apoi moscoviții au atacat Liubeci, au distrus Vicebskul, și au construit cetățile Velij⁠(en)[traduceți] și Zavoloce. Lituania și Rusia au negociat un nou armistițiu pe cinci ani, fără schimb de prizonieri, prin care Homel rămânea sub controlul regelui, în timp ce Moscova păstra Sebej și Zavoloce.

## Războiul Livonian

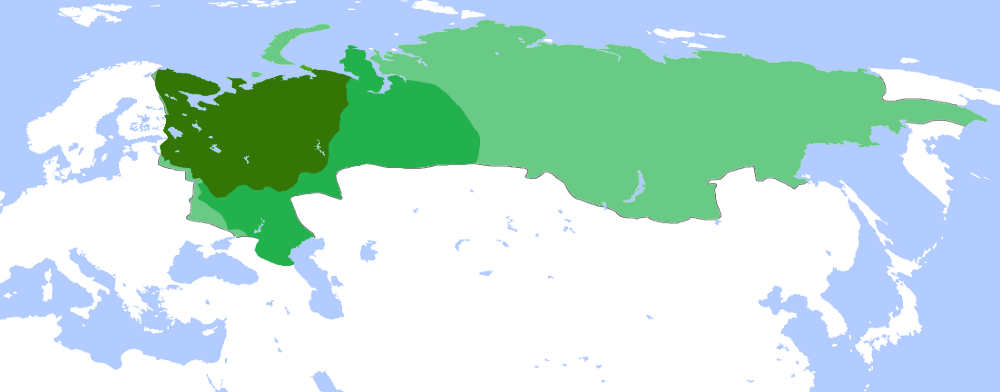
Expansiunea statului rus, 1500–1626

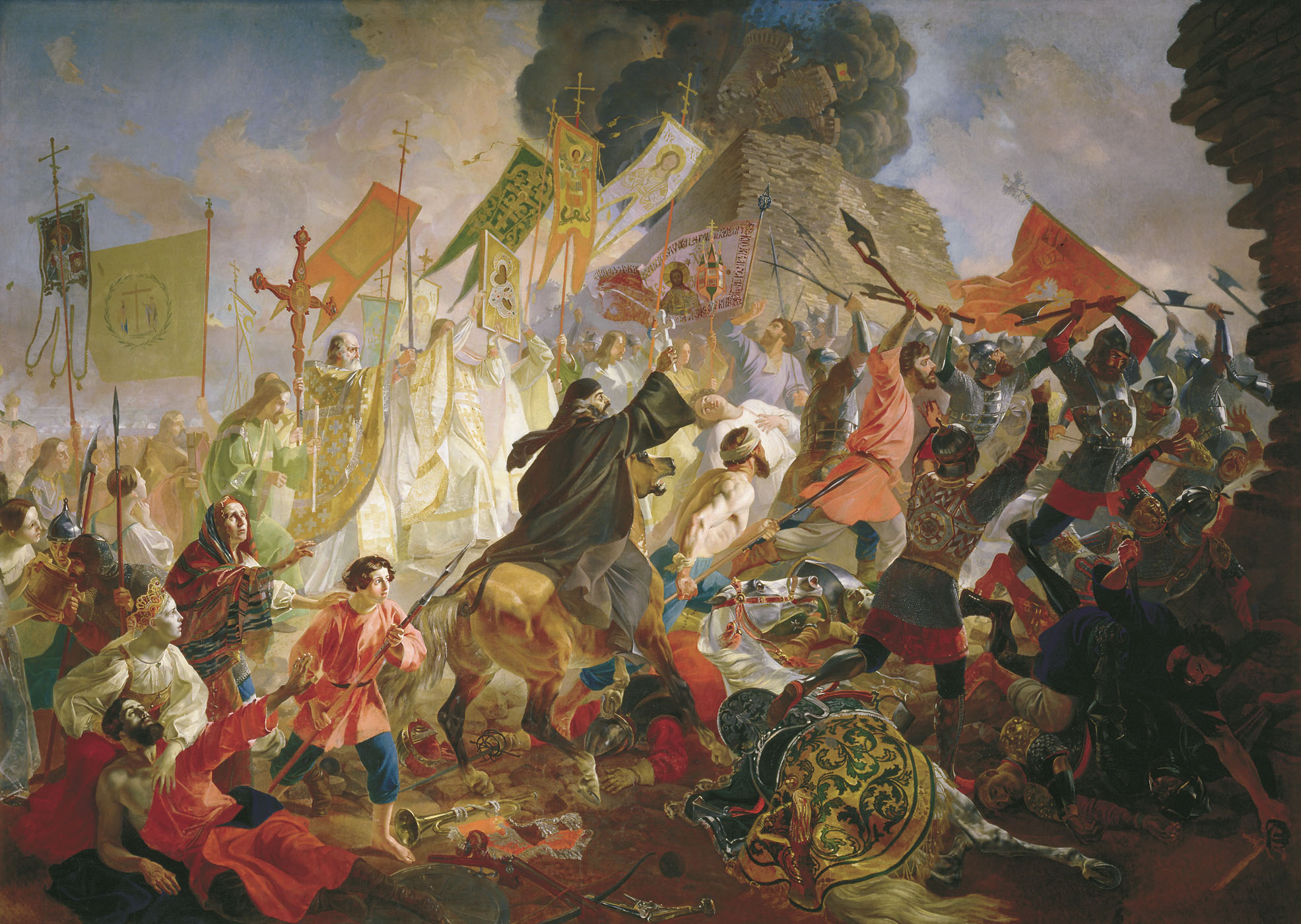
Asediul Pskovului, pictură de en, reprezintă asediul din perspectivă rusă – polonii și lituanienii fugind îngroziși, și eroicii apărători ruși sub drapelele religioase ortodoxe.

În 1547, Marele Cnezat al Moscovei s-a proclamat oficial Țaratul Rusiei, cu Ivan al IV-lea încoronat ca țar și „domnitor a toată Rutenia”. Strângerea tuturor teritoriilor fostei Rutenii Kievene locuite de slavi răsăriteni a devenit politică oficială a statului rus.
Următorul război poate fi văzut ca parte a Războiului de Șapte ani al Nordului⁠(en)[traduceți] sau a mai amplului Război Livonian, întrucât a implicat mare parte a puterilor din preajma Mării Baltice. În timpul domniei lui Sigismund al II-lea August în Polonia și Lituania, țarul Ivan al IV-lea a invadat Livonia; mai întâi în 1568 când cavalerii livonieni au căutat alianța cu Polonia și Lituania: polonii și lituanienii au reușit să apere doar sudul Livoniei.
La început, Lituania și Polonia au fost aliate cu Danemarca și au luptat contra Țaratului Rusiei aliat cu Suedia; după mai mulți ani, coalițiile s-au schimbat și Polonia–Lituania s-a aliat cu Suedia împotriva Rusiei și Danemarcei. În cele din urmă, armistițiul din 1570 a divizat Livonia între participanți, Lituania controlând Riga și rușii extinzându-și ieșirea la Marea Baltică prin cucerirea cetății Narva.

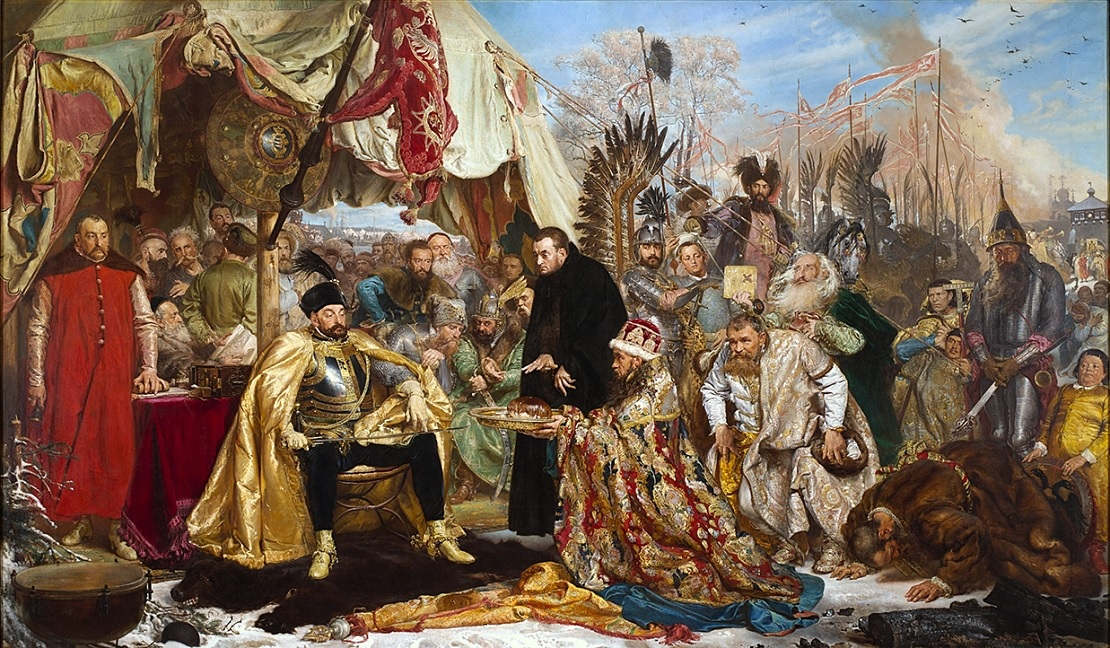
Báthory la Pskov, pictură de Jan Matejko, reprezintă asediul din perspectivă polono-lituaniană – boieri ruși prestând omagiul feudal în fața conducătorului victorios al Uniunii. În realitate, Pskovul nu a fost cucerit de poloni, întrucât pacea de la Jam Zapolski a fost încheiată înainte de sfârșitul asediului.

Lituanienii s-au simțit presați din ce în ce mai mult de țar; în plus, mica nobilime lituaniană a început să ceară marelui duce și marii nobilimi drepturi similare ca cele de care se bucura nobilimea polonă (șleahta), respectiv Libertățile de Aur. În cele din urmă, în 1569, după ce Sigismund al II-lea August a transferat Poloniei întinse teritorii ale Marelui Ducat, și după mai multe luni de negocieri, lituanienii au acceptat parțial cererile polonilor și au convenit asupra Unirii de la Lublin, prin care s-a format Uniunea Polono-Lituaniană. În faza următoare a conflictului, în 1577, Ivan al IV-lea a profitat de luptele interne din Uniune (denumite în istoriografia poloneză Războiul Danzigului) și, în timpul domniei lui Ștefan Báthory în Uniunea Polono-Lituaniană, a invadat Livonia, cucerind rapid întregul teritoriu cu excepția Rigăi și Revalului (astăzi, Tallinn). Acel război avea să dureze din 1577 până în 1582.
Ștefan Báthory a răspuns cu un șir de trei ofensive contra Rusiei, încercând să izoleze Livonia de teritoriul rusesc. În timpul primei ofensive din 1579, cu 22.000 de oameni, el a recucerit Polack, iar oastea polono-lituaniană a prădat și zona Smolenskului, și Severia până la Starodub. În a doua, din 1580, cu o oaste de 29.000 de oameni, Ștefan Báthory a cucerit Velij, Usveat Velikie Luki. În 1581, lituanienii au ars  Staraia Russa⁠(en)[traduceți], cu 100.000 de oșteni. Ștefan Báthory a început asediul Pskovului dar nu a reușit să cucerească cetatea. Asediul prelungit și neconcludent a condus la negocieri care, cu ajutorul legatului papal Antonio Possevino au dus la pacea de la Jam Zapolski în care țarul a renunțat la a revendica Livonia și Polock dar nu a cedat teritorii rusești. Pacea a durat un sfert de secol, până când oastea Uniunii a invadat Rusia în 1605.

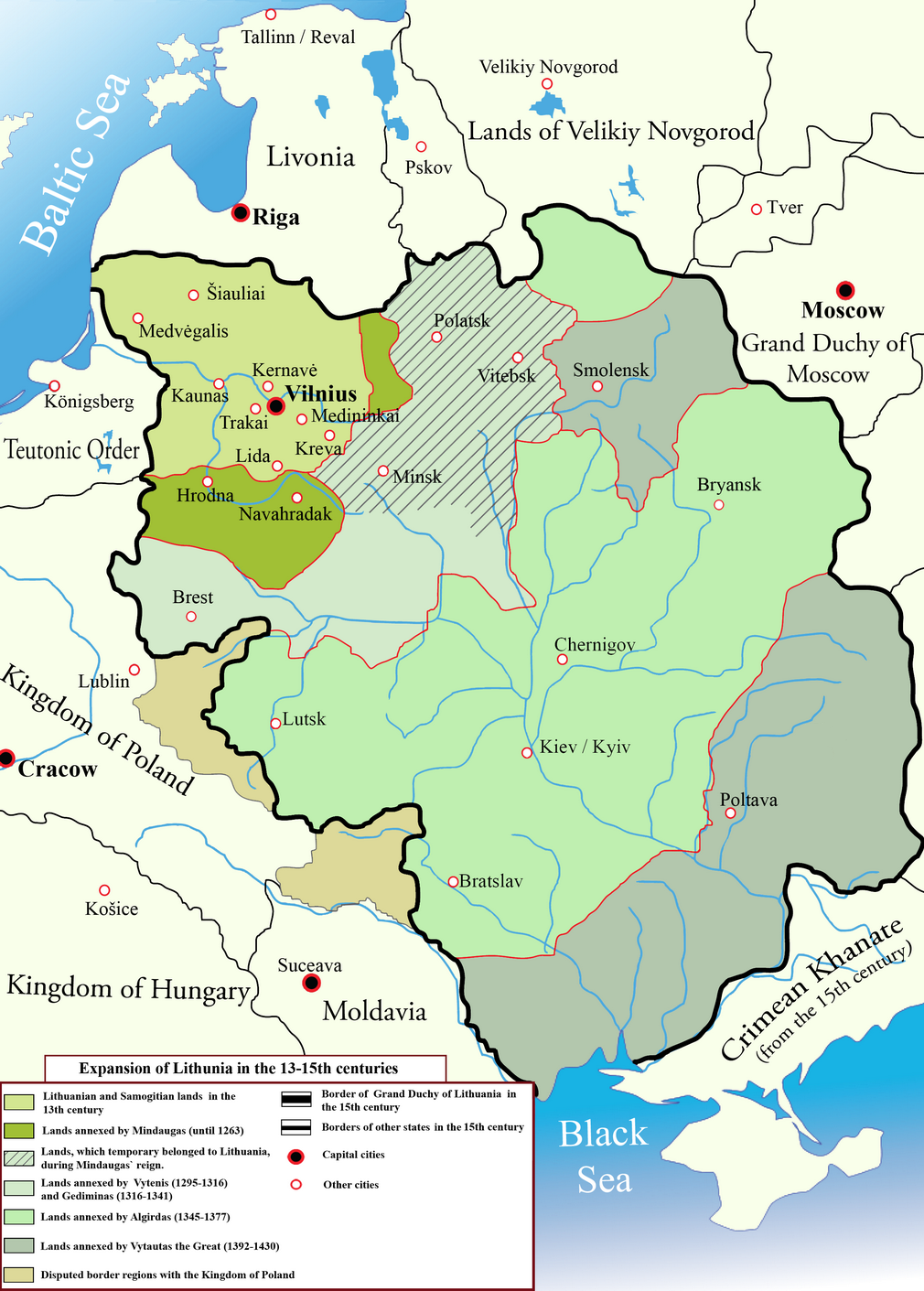
Statul lituanian între secolele al XIII-lea–al XV-lea
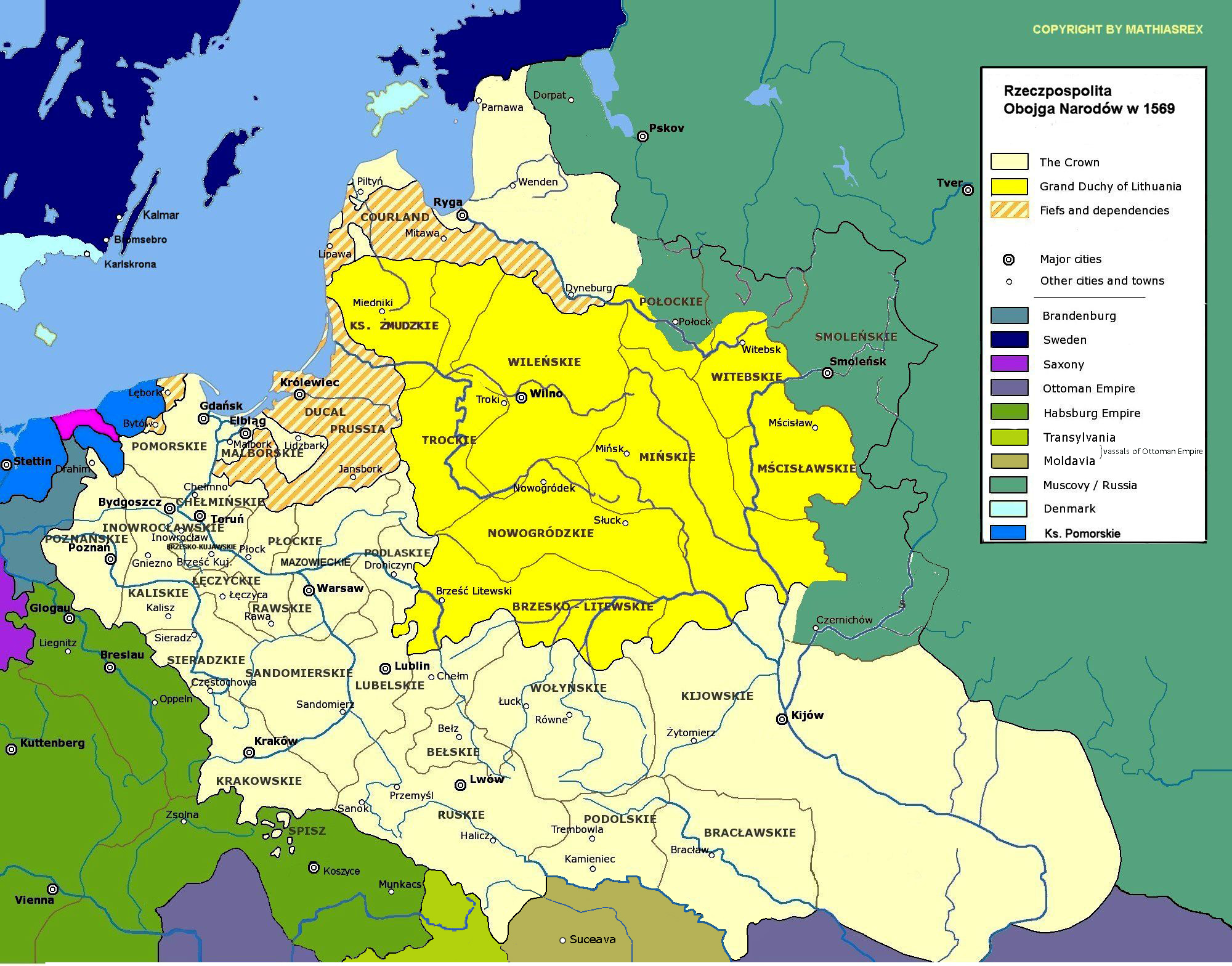
Uniunea Polono-Lituaniană la 1569
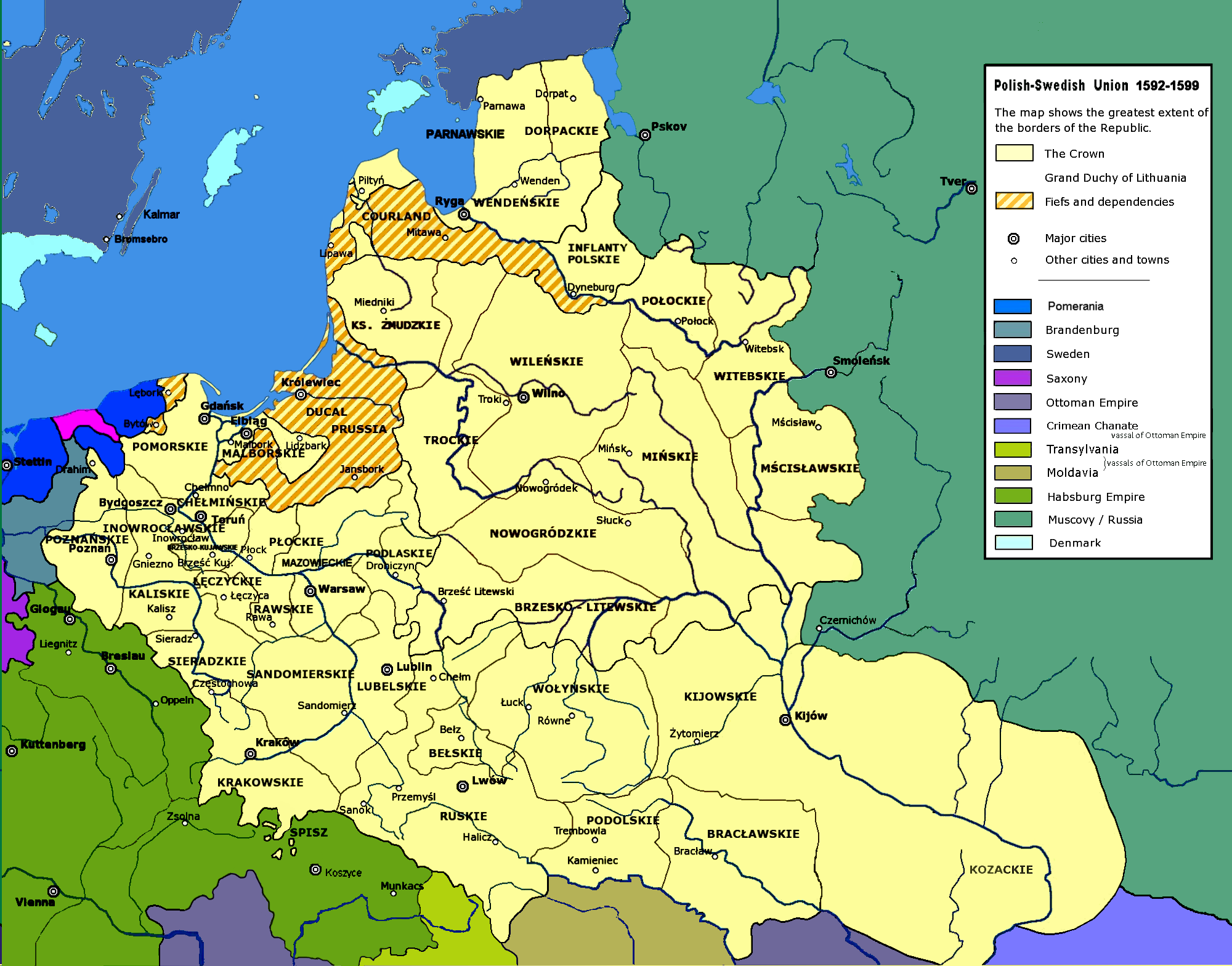
Uniunea Polono-Lituaniană în anii 1590